# Sanaur
Sanaur är en ort i Indien.   Den ligger i distriktet Patiala och delstaten Punjab, i den norra delen av landet, 200 km norr om huvudstaden New Delhi. Sanaur ligger 265 meter över havet och antalet invånare är 18 401.
Terrängen runt Sanaur är mycket platt. Runt Sanaur är det tätbefolkat, med 819 invånare per kvadratkilometer. Närmaste större samhälle är Patiāla, 7,4 km nordväst om Sanaur. Trakten runt Sanaur består till största delen av jordbruksmark.